# Informe Chilcot

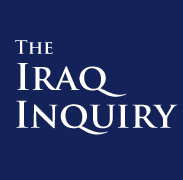

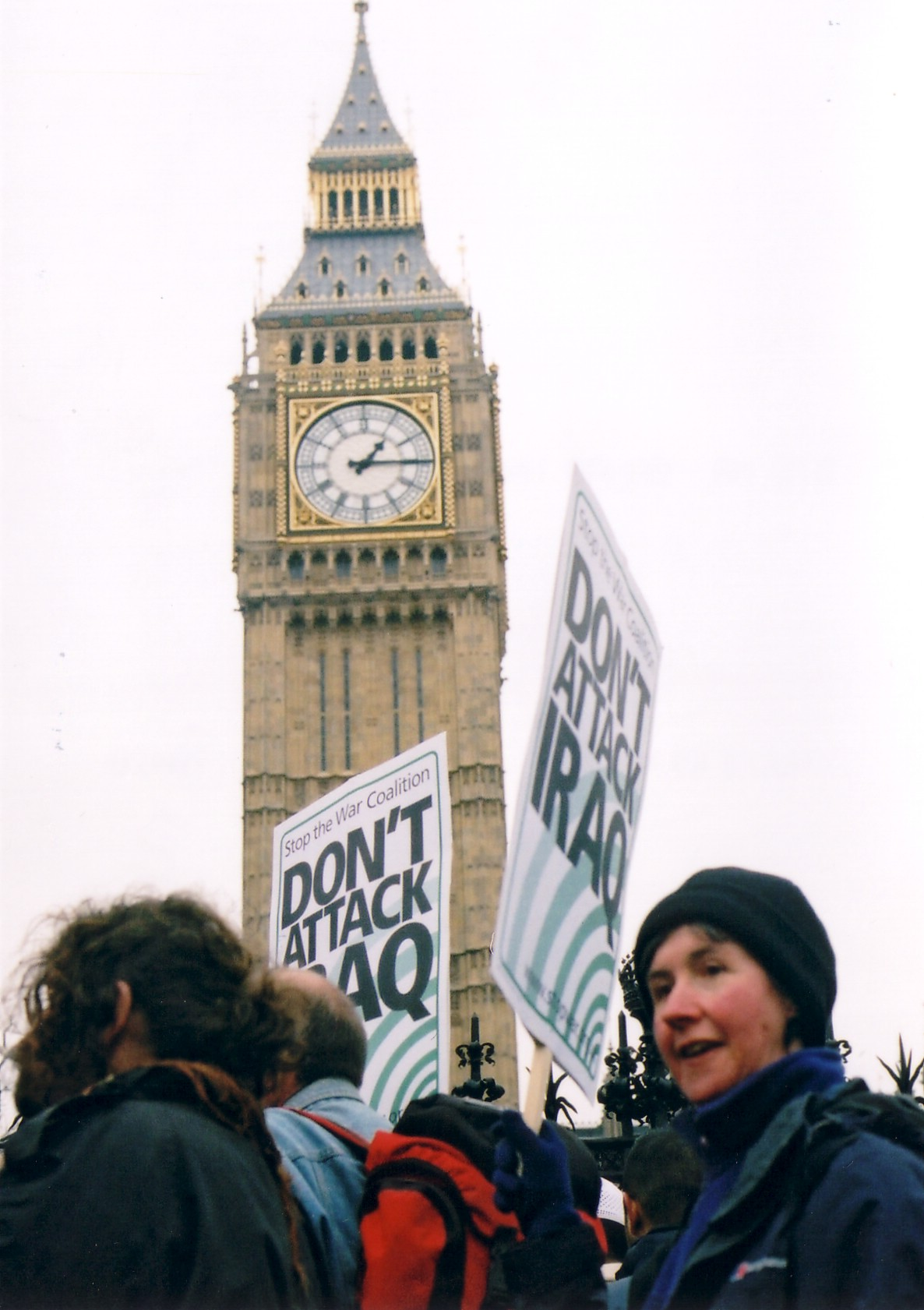
Británicos manifestándose contra la intervención en Irak frente al Big Ben, en 2005.

El informe Chilcot, oficialmente, Iraq Inquiry, fue una comisión de investigación independiente sobre la participación del Reino Unido en la guerra en Irak en 2003. La comisión fue creada en junio de 2009 por el entonces primer ministro británico Gordon Brown. Su nombre coloquial recuerda al presidente de la comisión investigadora, sir John Chilcot.
La investigación fue recomendada por el Consejo Privado del Reino Unido, con amplios términos de referencia, para recabar antecedentes respecto al involucramiento británico en Irak entre mediados de 2001 y julio de 2009. Cubrió los preparativos del conflicto, la acción militar subsecuente, y sus resultados, a fin de establecer cómo se tomaron las decisiones, determinar qué ocurrió e identificar lecciones para asegurar que, en una situación similar en el futuro, el gobierno del Reino Unido esté mejor equipado para responder del modo más efectivo posible en pos de los intereses del país. Las sesiones abiertas de la comisión comenzaron el 24 de noviembre de 2009 y concluyeron el 2 de febrero de 2011.
El 6 de julio de 2016, Chilcot anunció la publicación del informe con los resultados de la investigación, tras más de siete años desde su instalación.- Usualmente conocido como el  informe Chilcot  por los medios de comunicación, el documento afirmó que Sadam Huseín no suponía una amenaza urgente a los intereses británicos, que la inteligencia respecto a las armas de destrucción masiva fue presentada con demasiada certidumbre, de que no se habían agotado las alternativas pacíficas a la guerra, que el Reino Unido y Estados Unidos habían socavado la autoridad del Consejo de Seguridad de las Naciones Unidas, que el proceso para la identificación de la base jurídica estaba "lejos de ser satisfactorio", y que la guerra en marzo de 2003 fue innecesaria.

## Miembros de la comisión
Los miembros de la comisión investigadora, elegidos por Gordon Brown, incluyeron a:
- Sir John Chilcot (presidente)[1] diplomático de carrera y funcionario público sénior.
- Sir Martin Gilbert[11] historiador que apoyó la invasión a Irak[12]
- Sir Lawrence Freedman, historiador militar y profesor de Estudios Bélicos en el King's College de Londres.
- Sir Roderic Lyne, exembajador británico en Rusia y ante las Naciones Unidas en Ginebra, y exsecretario privado del primer ministro John Major
- Baronesa Usha Prashar, parlamentaria, miembro del comité de Derechos Humanos de la Cámara de los Lores

La comisión cuenta, además, de dos asesores especiales:
- Sir Roger Wheeler, exjefe del Estado Mayor, para temas relacionados con las fuerzas armadas
- Dame Rosalyn Higgins, expresidenta de la Corte Internacional de Justicia, para temas relacionados con el derecho internacional.

## Cronología de comparecencias y eventos
Con ocasión de la primera audiencia en septiembre de 2009, Chilcot anunció que

Queremos facilitar un entendimiento claro de los varios elementos centrales de la implicación de Reino Unido en Irak y cómo evolucionaron en el tiempo...

A finales de noviembre de 2009, y tras la fase inicial de estudio la documentación, uno de los primeros altos cargos en comparecer ante la comisión, el primer día de las audiencias públicas, fue sir Peter Ricketts, que presidió el Comité Conjunto de Inteligencia del Gabinete del Reino Unido —encargado de supervisar a los distintos servicios secretos británicos, es decir, el MI5, MI6 y GCHQ—, de 2000 a 2001. Ricketts aseguró que, a principios del 2001, el gobierno británico se había «distanciado» de la eventualidad de quitar a Sadam Huseín del poder, afirmando que no encajaba con la política del Reino Unido, a pesar del creciente interés de los Estados Unidos en ese sentido.
Dos días más tarde, sir Christopher Meyer, el embajador británico en EE. UU. en el período previo a la guerra, afirmó que, el día después de reunirse con George W. Bush en privado en abril de 2002, Tony Blair mencionó por primera vez en un discurso público la eventualidad de un cambio en el régimen político de Irak.
El 29 de enero de 2010, Blair compareció durante seis horas para defender sus decisiones. Afirmó que no hubo «ninguna conspiración, falsedad o engaño» detrás de sus decisiones y que no hubo ningún acuerdo «secreto» con Bush. Afirmó, asimismo, que en aquel entonces estaba convencido de la existencia de las armas de destrucción masiva en Irak. El 5 de marzo de 2010 compareció el primer ministro Gordon Brown. Afirmó haber dado su apoyo total a la participación en la guerra.
El 27 de julio de 2010, el director de inspección de armas de las Naciones Unidas, Hans Blix, afirmó estar convencido de que la guerra en Irak era ilegal; confirmó que, tras inspeccionar 500 instalaciones en Irak, sus equipos no habían encontrado armas de destrucción masiva. Añadió que el entonces fiscal general del Reino Unido (Attorney General), el lord Goldsmith, había usado argucias para defender su postura de que la guerra era legal sobre la base de las resoluciones de las Naciones Unidas.
El 30 de julio de 2010 el entonces vice primer ministro, lord Prescott afirmó que, a pesar de haber tenido ciertas dudas respecto a la inteligencia que se estaba analizando en 2002, en parte basado en lo que calificó de «chismorreo», afirmó que la invasión era legal y que volvería a tomar la misma decisión.
A finales de septiembre de 2010, la comisión visitó Irak, donde se celebraron conversaciones con altos cargos de la administración de país, entre ellos, el ex primer ministro Ayad Allawi, Labeed Abbawi y Ahmed Chalabi.
Las investigaciones de la comisión terminaron en 2011, por lo que en 2015, ante las sucesivas demoras en la publicación del informe, las familias de 29 de los soldados británicos fallecidos en la guerra anunciaron que demandarían Chilcot si antes de fin de año no hubiera fijado una fecha para publicar sus conclusiones. En octubre del mismo año, Chilcot informó que debido al «elevado volumen de material sensible» o «clasificado», la publicación de su informe se retrasaría una vez más hasta junio o julio del 2016.
El 26 de agosto de 2015, The Guardian adelantó que entre las personas que el informe «culparía» se encuentran Tony Blair y otros altos cargos de su gobierno o la administración pública, como Geoff Hoon, entonces ministro de Defensa, Jack Straw, entonces ministro de Asuntos Exteriores, y quien hizo caso omiso de sus dos asesores jurídicos de más alto rango —una de las cuales dimitió en protesta— que le aseguraron que, sin una autorización expresa de las Naciones Unidas, una invasión sería ilegal; Clare Short, la ministra de Cooperación Internacional; sir John Scarlett, expresidente del comité de inteligencia del Gobierno; sir Richard Dearlove, entonces director de los servicios de espionaje MI6, así como altos mandos militatres.
El 4 de mayo de 2016, el primer ministro David Cameron anunció no se haría público el informe hasta después del referéndum sobre la permanencia del Reino Unido en la Unión Europea, que se celebró el 23 de junio de 2016; el informe fue finalmente divulgado el 6 de julio de ese año, más de siete años tras el anuncio de la investigación.

## Hallazgos
El reporte – descrito por la BBC como "condenatorio", por The Guardian como un "veredicto aplastante", y por The Telegraph como "mordaz" – fue ampliamente crítico de las acciones del gobierno y las fuerzas armadas británicas en fundamentar la guerra, en su táctica, y en la planificación de sus consecuencias. Richard Norton-Taylor, de The Guardian, escribió que el informe "difícilmente podría ser más condenatorio" para Tony Blair y que es "una acusación sin precedentes y devastadora de cómo se le permitió a un Primer Ministro tomar decisiones descartando cualquier pretensión del gabinete de gobierno, subvirtiendo las agencias de inteligencia, y haciendo afirmaciones exageradas sobre amenazas a la seguridad nacional de Gran Bretaña".

### Fundamento de la intervención bélica
El informe encontró que en el período previo a la guerra, las opciones diplomáticas pacíficas para evitar la inestabilidad y la proliferación de armas de destrucción masiva no fueron exhaustivas, y que la guerra, por consiguiente, "no fue un último recurso". La intervención podría haber sido necesaria más adelante, pero en marzo de 2003 Sadam Huseín no supuso una amenaza inmediata y la mayoría del Consejo de Seguridad de las Naciones Unidas apoyó continuar con las inspecciones de armas de la ONU y su vigilancia.
El informe exculpó a la Oficina del primer ministro de influir en el dosier de Irak (documento que sostenía que Irak poseía la capacidad de lanzar armas de destrucción masiva en 45 minutos) y, en su lugar, responsabilizó de la debilidad de sus pruebas al Comité Conjunto de Inteligencia del gabinete del primer ministro. Sin embargo, se encontró que las referencias a esta inteligencia en los informes gubernamentales fueron excesivamente determinados y no hicieron suficiente hincapié en las incertidumbres y los matices.

### Bases jurídicas de la guerra
La investigación no era acerca de la legalidad de la acción militar y no descartó un modo u otro, ya que no es una instancia reconocida internacionalmente. Sin embargo, el informe criticó el proceso por el cual el gobierno investigó la base jurídica de la guerra, encontrando que "lejos de ser satisfactoria". El fiscal general inglés Lord Goldsmith, debería haber proporcionado un informe detallado por escrito al Consejo de Ministros, pero en su lugar se le solicitó proporcionar evidencia oral sin un extenso interrogatorio, y él no explicó cuál sería la base para decidir si Irak había violado la Resolución 1441 del Consejo de Seguridad de las Naciones Unidas. En último término ir a la guerra sin una Resolución del Consejo de Seguridad de las Naciones Unidas, el Reino Unido estaba "socavando la autoridad del Consejo de Seguridad".

### Relaciones entre el Reino Unido y Estados Unidos

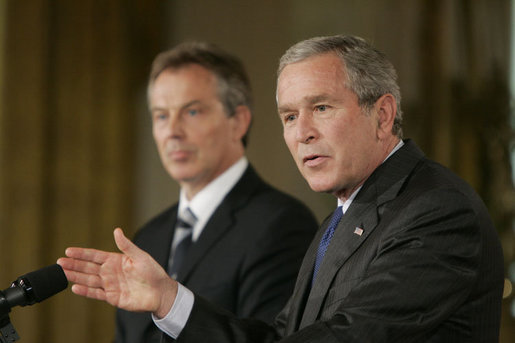
Tony Blair y George W. Bush en 2006

El informe concluyó que Blair había tratado de convencer a Bush de la necesidad de buscar el apoyo de las Naciones Unidas, los aliados europeos y los países árabes, pero que "sobrestimó su capacidad para influir en las decisiones estadounidenses en Irak". El informe acusó personalmente a Blair de ser demasiado conciliador hacia los Estados Unidos, diciendo: "A pesar de la preocupación por el estado de la planificación estadounidense, no logró un acuerdo satisfactorio respecto a un plan de postconflicto para la participación del Reino Unido en una acción militar", e hizo hincapié en una oración presente en un memorándum privado de Blair a Bush, que decía "estaré contigo pase lo que pase". Contrario a las afirmaciones de Tony Blair, Chilcot encontró que la política de "Relación Especial" que sostienen ambos países no supone un acuerdo incondicional entre el Reino Unido y los Estados Unidos, identificándose varias ocasiones anteriores en las que no estuvieron de acuerdo en aspectos militares, sin que se produjeran daños a largo plazo en sus relaciones diplomáticas bilaterales, incluyendo la guerra de Vietnam y guerra de las Malvinas.

### Preparación y táctica
La planificación inicial de la guerra supuso una invasión desde el norte, pero Turquía negó el permiso para que las tropas británicas cruzaran la frontera. Los planes debieron ser, por lo tanto, completamente reescritos dos meses antes de que la guerra comenzara, tiempo insuficiente para evaluar los peligros o preparar las brigadas.
Las tropas no fueron enviadas con equipamiento clave, y había un déficit en el suministro de helicópteros, vehículos blindados y de recursos de reconocimiento y de inteligencia. Además, el Ministerio de Defensa fue lento para responder a la amenaza de artefactos explosivos improvisados (IEDs).
Aunque los funcionarios militares presentaron varias preocupaciones acerca de los riesgos de la guerra, el informe encontró que esto no fue tomado en cuenta en la planificación. "Los riesgos de conflicto interno en Irak, la persecución activa de sus intereses por parte de Irán, la inestabilidad regional y la actividad de Al Qaeda en Irak fueron identificados cada uno de forma explícita antes de la invasión". Una actitud de "puede hacerse" entre los funcionarios militares también les llevó a minimizar los peligros y reveses durante sesiones informativas.
El informe también describe la situación en la ciudad de Basora, donde las fuerzas británicas se vieron obligadas a hacer un trato con los insurgentes para poner fin a los ataques contra las tropas británicas, como "humillante".

### Eventos de término y posguerra
De acuerdo al informe, la acción militar británica no logró sus metas, y que Bagdad y el sudeste iraquí se desestabilizaron rápidamente a raíz de la invasión. La planificación y los preparativos para el Irak después de Sadam Huseín fueron "totalmente inadecuados", y no hubo supervisión ministerial de la estrategia posconflicto.
En esa época, el Reino Unido también estaba involucrado en la guerra en Afganistán, y los comandantes militares consideraban que había más posibilidades de éxito allí, lo que significaba que el equipo, mano de obra y la atención de los comandantes fueron desviados de Irak en las últimas etapas de la guerra, exacerbando las dificultades.

## Consecuencias y reacciones
En octubre de 2015, en una entrevista emitida por la cadena CNN, el ex primer ministro Tony Blair pidió perdón por los «errores de la guerra de Irak» y «los errores en el planeamiento y, ciertamente, por el error a la hora de entender lo que ocurriría tras la caída del régimen» y reconoció como «errónea» la «información de inteligencia» sobre la existencia de armas de destrucción masiva en Irak. Ante la pregunta del analista de la CNN Fareed Zakaria: «¿Fue la guerra de Irak la principal causa del ascenso del Estado Islámico?», Blair respondió «Pienso que hay elementos de verdad en esa conclusión... No se puede decir que quienes derrocamos a Sadam en 2003 no tengamos responsabilidad por la situación en el 2015». Su disculpa se interpretó como una estrategia ante la entonces inminente publicación del informe Chilcot, y se produce poco después de que un informe elaborado por el ex secretario de Estado Colin Powell revelase que Blair había dado al entonces presidente George W. Bush el «visto bueno» a la guerra en 2002, un año antes de que esta se produjese.
En una declaración ante la Cámara de los Comunes en la tarde tras la divulgación del informe, el primer ministro David Cameron se negó a afirmar si la guerra de Irak fue "un error" o "estuvo mal", y rechazó emitir una disculpa a nombre del Partido Conservador por su papel en el período previo a la guerra. Cameron señaló que el enfoque debe ser, en cambio, aprender "las lecciones de lo que pasó y lo que hay que poner en marcha para asegurarse que los errores no se pueden cometer en el futuro ".
El mismo día, el vocero del Departamento de Estado de los Estados Unidos señaló en la reunión diaria de prensa de la Casa Blanca que los Estados Unidos no responderían al informe y que los periodistas deberían formular sus preguntas directamente a los oficiales británicos, explicando que su enfoque estaba centrado ahora en Siria, en lugar de una decisión hecha 13 años atrás: "... no vamos a hacer un juicio de un modo u otro sobre este informe, y voy a dejar que los funcionarios británicos hablen en la medida que tengan la intención de extraer lecciones aprendidas de él. Eso es realmente, una vez más, algo sobre lo que ellos deben hablar. Nosotros no vamos a repasarlo, no lo vamos a examinar, no vamos a intentar hacer un análisis del mismo ni hacer un juicio de los hallazgos de un modo u otro. Nuestro foco, una vez más, está en los retos que tenemos en Irak y Siria en este momento, y ahí es donde nuestra atención está puesta".
Después de la publicación del informe, Jeremy Corbyn, el líder de la oposición y líder del Partido Laborista -quien había votado en contra de la acción militar- dio un discurso en Westminster declarando: "sinceramente pido disculpas en nombre de mi partido por la desastrosa decisión de ir a la guerra en Irak en marzo de 2003" la que llamó un "acto de agresión militar puesta en marcha bajo un falso pretexto", algo que "ha sido durante mucho tiempo considerado como ilegal por el peso abrumador de la opinión internacional ". Corbyn pidió disculpas específicamente a "la gente de Irak"; a las familias de los soldados británicos que murieron en Irak o que regresaron heridos; y a "los millones de ciudadanos británicos que sienten que nuestra democracia fue calumniada y socavada por la forma en que se tomó la decisión de ir a la guerra".
En una declaración hecha por Alex Salmond lanzada después de que el informe de la investigación se publicó, el Partido Nacional Escocés expresó: "Después de tal matanza, la gente va a formular preguntas inevitables, como ¿fue un conflicto inevitable y que valió la pena? La respuesta de Chilcot es indudablemente no. ¿Y quién es el responsable? La respuesta es indudablemente Tony Blair. Ahora se deberá considerar cuáles son las consecuencias políticas y jurídicas apropiadas para los responsables ".
Tras la publicación del informe de la investigación, Blair reconoció que éste hizo "críticas reales y materiales sobre la preparación, planificación, proceso [de la guerra] y sobre la relación con Estados Unidos", pero citó secciones del informe que, dijo, "deben situarse como alegaciones de mala fe, mentiras o falacias". Declaró: "si la gente estuvo o no de acuerdo con mi decisión de tomar una acción militar contra Saddam Hussein, ésta la tomé de buena fe, y en lo que yo creía que eran los mejores intereses del país ... Asumiré la plena responsabilidad por cualquier error, sin excepción o justificación. Al mismo tiempo, diré por qué, sin embargo, creo que era mejor remover a Saddam Hussein y por qué no creo que esa es la causa del terrorismo que vemos hoy en día, ya sea en el Medio Oriente o en otra parte en el mundo".

### Acusaciones de engaño
Los analistas políticos se dividieron respecto a en qué medida el informe mostró que Tony Blair había mentido o deliberadamente inducido a error al Parlamento y al público. NBC News dijo que el informe "se quedó corto en decir que Blair mintió", mientras que el comentarista político en jefe de la Financial Times, Philip Stephens, dijo que el pecado de Blair "era uno de certidumbre más que uno de engaño", y Eli Lake, escribiendo para Bloomberg View, afirmó que el informe probaba que Blair "no mintió a su manera respecto a Irak". Hablando en el Parlamento, Corbyn afirmó que los parlamentarios que votaron por la guerra fueron "engañados por un pequeño número de altas personalidades de el Gobierno", quienes "no fueron muy escrupulosos en cuanto a la forma en que formularon el caso para entrar a la guerra", y Caroline Lucas, representante del Partido Verde de Inglaterra y Gales, declaró que las contradicciones entre las declaraciones públicas y los memorandos privados a Bush demostraron que Blair estaba "mintiendo" sobre si la guerra podría haberse evitado.